# Druhý toruňský mír

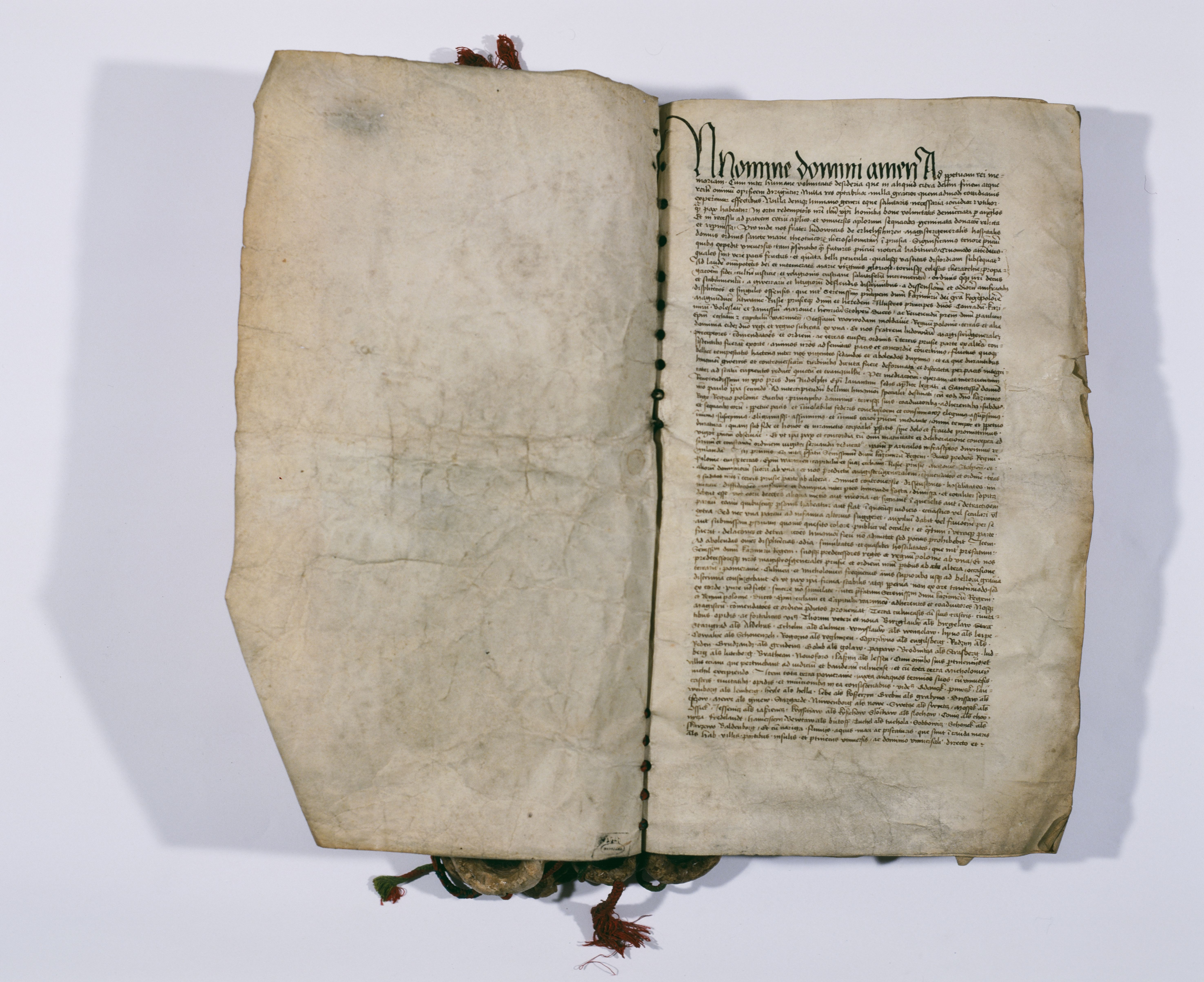
Druhý toruňský mír

Druhý toruňský mír uzavřel 19. října 1466 tzv. třináctiletou válku mezi Polskem a řádem německých rytířů.
Řádový stát v Prusku ohrožoval téměř od počátku své existence životní zájmy polského království. Porážka křižáků v roce 1466 znamenala pro polský stát podstatnou změnu k lepšímu. Kromě toho, že bylo velkou měrou odstraněno aktuální nebezpečí případné agrese, získalo Polsko navrácením Východního (Gdaňského) Pomoří a tzv. Královských Prus (s dosavadním sídelním městem Marienburgem) po půldruhém století opět přístup k Baltskému moři, který ztratilo roku 1308. Pod polskou svrchovanost se navrátilo také Chełmiňsko. Zbylé řádové území, tzv. Prusy křižácké (novou rezidencí se stal Königsberg), setrvaly pod vládou velmistra, který byl povinen složit polskému králi přísahu věrnosti, poskytovat mu válečnou výpomoc a účastnit se jednání královské rady. Formulace mírových podmínek připouští dokonce možnost, že se velmistr po vykonání přísahy stal leníkem polského krále a tato vazalská závislost se vztahovala na celé křižácké Prusy.
Druhý toruňský mír způsobil postavení řádu německých rytířů v Prusku citelnou újmu. Ale ani z polské strany nebyla tato záležitost bez problémů, zvláště když představitelé řádu usilovali o anulování míru, který neuznali ani císaři Fridrich III. a později Maxmilián I. Habsburský ani papežská kurie. Neučinili však nic pro to, aby pozbyl platnosti. Proto byli řádoví velmistři nuceni skládat polskému králi přísahu, ale činili tak pod nátlakem a často až po dlouhém váhání.

## Názory historiků
Názory historiků na to, zda se velmistr řádu německých rytířů v Prusku stal po vykonání předepsané přísahy leníkem polského krále, se různí. Polští badatelé se většinou domnívají, že ano, němečtí to odmítají. Jeden z nejvýznamnějších znalců dějin řádu německých rytířů E. Weise se domnívá, že „přísaha velmistra je vykonávána jen pro jeho osobu a nemá vztah k zemi, místo toho je zavázán povinností dodržovat mír a smlouvu, což není při lenní přísaze možné“. Kromě toho, uvádí dále, neobsahuje text podmínek druhého toruňského míru výrazy obvyklé pro lenní právo, jako je například feudum, vassus, homagium ad. S jeho závěry polemizoval polský historik M. Biskup. Podle jeho názoru existovala vazalská závislost velmistra řádu německých rytířů na polském králi, která se vztahovala na celé křižácké Prusy. Dokazuje ji především velmistrova účast v královské radě, při volbě nového krále a povinnost poskytnout mu na požádání vojenskou pomoc.